# Kembang (Jatipurno)
Kembang is een bestuurslaag in het regentschap Wonogiri van de provincie Midden-Java, Indonesië. Kembang telt 2326 inwoners (volkstelling 2010).